# Campeonato Argentino Juvenil 1975
El Campeonato Argentino Juvenil de 1975 fue la cuarta edición del torneo para seleccionados juveniles de las uniones regionales afiliadas a la Unión Argentina de Rugby. Se llevó a cabo entre el 20 de junio y el 7 de septiembre de 1975.
Las fases finales fueron organizadas por primera vez por la Unión de Rugby del Sur, la cual anteriormente solamente había actuado como subsede durante los campeonatos juveniles y de mayores en 1974. Los encuentros se disputaron en la ciudad de Bahía Blanca, en el sur de la Provincia de Buenos Aires.
Buenos Aires ganó el torneo por tercer año consecutivo luego de vencer en la final a la Unión de Rugby de Mar del Plata por 10-6.

## Equipos participantes
Participaron de esta edición quince equipos: catorce uniones provinciales y la Unión Argentina de Rugby, representada por el equipo de Buenos Aires. 
| Equipo        | Unión                                                |
| ------------- | ---------------------------------------------------- |
| Alto Valle    | Unión de Rugby del Alto Valle de Río Negro y Neuquén |
| Austral       | Unión de Rugby Austral                               |
| Buenos Aires  | Unión Argentina de Rugby                             |
| Chubut        | Unión de Rugby del Valle del Chubut                  |
| Córdoba       | Unión Cordobesa de Rugby                             |
| Cuyo          | Unión de Rugby de Cuyo                               |
| Mar del Plata | Unión de Rugby de Mar del Plata                      |
| Nordeste      | Unión de Rugby del Nordeste                          |
| Rosario       | Unión de Rugby de Rosario                            |
| Salta         | Unión de Rugby de Salta                              |
| San Juan      | Unión Sanjuanina de Rugby                            |
| Santa Fe      | Unión Santafesina de Rugby                           |
| Sur           | Unión de Rugby del Sur                               |
| Tandil        | Unión Tandilense de Rugby                            |
| Tucumán       | Unión de Rugby de Tucumán                            |

La única unión regional que no participó del torneo fue la Unión Jujeña de Rugby.

## Primera fase

### Zona 1
La Unión de Rugby de Salta fue designada como subsede de la Zona 1.
|  | Semifinales  | Semifinales  | Semifinales |       |              | Final        | Final       | Final       |  |
|  | 20 de junio  | 20 de junio  | 20 de junio |       |              | 21 de junio  | 21 de junio | 21 de junio |  |
|  |              |              |             |       |              |              |             |             |  |
|  |              |              |             |       |              |              |             |             |  |
|  | Buenos Aires | Buenos Aires | 36          |       |              |              |             |             |  |
|  | Buenos Aires | Buenos Aires | 36          |       |              |              |             |             |  |
|  | Tucumán      | Tucumán      | 17          |       |              |              |             |             |  |
|  | Tucumán      | Tucumán      | 17          |       | Buenos Aires | Buenos Aires | '34         |             |  |
|  |              |              |             |       | Buenos Aires | Buenos Aires | '34         |             |  |
|  |              |              | Salta       | Salta | 3            |              |             |             |  |
|  |              |              | Salta       | Salta | 3            |              |             |             |  |
|  |              |              |             |       |              |              |             |             |  |
|  |              |              |             |       |              |              |             |             |  |
|  |              |              |             |       |              |              |             |             |  |
|  |              |              |             |       |              |              |             |             |  |

### Zona 2
La Unión Sanjuanina de Rugby fue designada como subsede de la Zona 2.
|  | Semifinales | Semifinales | Semifinales |          |      | Final       | Final       | Final       |  |
|  | 20 de junio | 20 de junio | 20 de junio |          |      | 21 de junio | 21 de junio | 21 de junio |  |
|  |             |             |             |          |      |             |             |             |  |
|  |             |             |             |          |      |             |             |             |  |
|  | Nordeste    | Nordeste    | 6           |          |      |             |             |             |  |
|  | Nordeste    | Nordeste    | 6           |          |      |             |             |             |  |
|  | Cuyo        | Cuyo        | 39          |          |      |             |             |             |  |
|  | Cuyo        | Cuyo        | 39          |          | Cuyo | Cuyo        | 24          |             |  |
|  |             |             |             |          | Cuyo | Cuyo        | 24          |             |  |
|  |             |             | San Juan    | San Juan | 10   |             |             |             |  |
|  |             |             | San Juan    | San Juan | 10   |             |             |             |  |
|  |             |             |             |          |      |             |             |             |  |
|  |             |             |             |          |      |             |             |             |  |
|  |             |             |             |          |      |             |             |             |  |
|  |             |             |             |          |      |             |             |             |  |

### Zona 3
La Unión de Rugby de Rosario fue designada como subsede de la Zona 3.
|  | Semifinales | Semifinales | Semifinales |         |         | Final       | Final       | Final       |  |
|  | 20 de junio | 20 de junio | 20 de junio |         |         | 21 de junio | 21 de junio | 21 de junio |  |
|  |             |             |             |         |         |             |             |             |  |
|  |             |             |             |         |         |             |             |             |  |
|  | Rosario     | Rosario     | 114         |         |         |             |             |             |  |
|  | Rosario     | Rosario     | 114         |         |         |             |             |             |  |
|  | Tandil      | Tandil      | 6           |         |         |             |             |             |  |
|  | Tandil      | Tandil      | 6           |         | Rosario | Rosario     | 16          |             |  |
|  |             |             |             |         | Rosario | Rosario     | 16          |             |  |
|  |             |             | Córdoba     | Córdoba | 3       |             |             |             |  |
|  | Santa Fe    | Santa Fe    | Córdoba     | Córdoba | 3       | 12          |             |             |  |
|  | Santa Fe    | Santa Fe    |             |         |         | 12          |             |             |  |
|  | Córdoba     | Córdoba     | 23          |         |         |             |             |             |  |
|  | Córdoba     | Córdoba     | 23          |         |         |             |             |             |  |
|  |             |             |             |         |         |             |             |             |  |

### Zona 4
La Unión de Rugby del Valle del Chubut fue designada como subsede de la Zona 4. Los encuentros se disputaron en la ciudad de Trelew.
|  | Semifinales   | Semifinales   | Semifinales |            |               | Final         | Final       | Final       |  |
|  | 20 de junio   | 20 de junio   | 20 de junio |            |               | 21 de junio   | 21 de junio | 21 de junio |  |
|  |               |               |             |            |               |               |             |             |  |
|  |               |               |             |            |               |               |             |             |  |
|  | Chubut        | Chubut        | 4           |            |               |               |             |             |  |
|  | Chubut        | Chubut        | 4           |            |               |               |             |             |  |
|  | Mar del Plata | Mar del Plata | 31          |            |               |               |             |             |  |
|  | Mar del Plata | Mar del Plata | 31          |            | Mar del Plata | Mar del Plata | 37          |             |  |
|  |               |               |             |            | Mar del Plata | Mar del Plata | 37          |             |  |
|  |               |               | Alto Valle  | Alto Valle | 10            |               |             |             |  |
|  | Alto Valle    | Alto Valle    | Alto Valle  | Alto Valle | 10            | 33            |             |             |  |
|  | Alto Valle    | Alto Valle    |             |            |               | 33            |             |             |  |
|  | Austral       | Austral       | 4           |            |               |               |             |             |  |
|  | Austral       | Austral       | 4           |            |               |               |             |             |  |
|  |               |               |             |            |               |               |             |             |  |

## Interzonal
El partido interzonal clasificatorio para las fases finales se disputó entre la Unión de Rugby de Cuyo y la Unión de Rugby de Rosario, ganadores de la Zona 1 y la Zona 3, respectivamente.
| 10 de agosto | Cuyo | 3 - 20  | Rosario |  |  |
|              |      | Reporte |         |  |  |

## Fase final
La Unión de Rugby del Sur clasificó directamente a semifinales por ser la sede de las fases finales.
|  | Semifinales     | Semifinales     | Semifinales     |               |              | Final           | Final           | Final           |  |
|  | 6 de septiembre | 6 de septiembre | 6 de septiembre |               |              | 7 de septiembre | 7 de septiembre | 7 de septiembre |  |
|  |                 |                 |                 |               |              |                 |                 |                 |  |
|  |                 |                 |                 |               |              |                 |                 |                 |  |
|  | Buenos Aires    | Buenos Aires    | 22              |               |              |                 |                 |                 |  |
|  | Buenos Aires    | Buenos Aires    | 22              |               |              |                 |                 |                 |  |
|  | Rosario         | Rosario         | 19              |               |              |                 |                 |                 |  |
|  | Rosario         | Rosario         | 19              |               | Buenos Aires | Buenos Aires    | 10              |                 |  |
|  |                 |                 |                 |               | Buenos Aires | Buenos Aires    | 10              |                 |  |
|  |                 |                 | Mar del Plata   | Mar del Plata | 6            |                 |                 |                 |  |
|  | Mar del Plata   | Mar del Plata   | Mar del Plata   | Mar del Plata | 6            | 42              |                 |                 |  |
|  | Mar del Plata   | Mar del Plata   |                 |               |              | 42              |                 |                 |  |
|  | Sur             | Sur             | 6               |               |              |                 |                 |                 |  |
|  | Sur             | Sur             | 6               |               |              |                 |                 |                 |  |
|  |                 |                 |                 |               |              |                 |                 |                 |  |

|                      |
| Buenos Aires Campeón |
| Tercer título        |